# Arianna Sighel
Arianna Sighel est une patineuse de vitesse sur piste courte italienne.

## Biographie
Elle est la fille de Roberto Sighel et la grande sœur de Pietro Sighel et naît le 2 septembre 1996 à Trente.
Elle représente le club Fiamme Oro.
Aux championnats d'Europe de patinage de vitesse sur piste courte de 2020, son équipe de relais avec Nicole Botter Gomez, Arianna Fontana, Cynthia Mascitto et Martina Valcepina, avec qui elle participe aux tours de qualification, arrive deuxième. L'année suivante, elle intègre l'équipe nationale à plein temps ; son équipe obtient le bronze en coupe du monde en 2021.